# Donato Zampini
Donato Zampini (Saronno, Lombardía, 10 de diciembre de 1926 – Fagnano Olona, Lombardía, 20 de marzo de 2007) fue un ciclista italiano que fue profesional entre 1949 y 1957.
En su palmarés destaca una etapa en la Volta a Cataluña de 1953, una a la Vuelta a Suiza de 1954 y el Giro de Sicilia de 1950. En 1952 fue segundo en la París-Niza y cuarto al Giro de Italia.

## Palmarés
- 1949
  - 1.º en el Gran Premio de Ginebra
  - 1.º en el Gran Premio de Villadossola
- 1950
  - 1.º en el Giro de Sicilia
  - Vencedor de una etapa del Giro de los Dos Mares
- 1951
  - 1.º en el Trofeo Banfo
  - Vencedor de una etapa al Giro de Sicilia
- 1952
  - 1.º en el Gran Premio Industria y Comercio de Fagnano Olona
- 1953
  - 1.º en el Giro del Lado de Ticino
  - 1.º en el Gran Premio de Cavaría
  - Vencedor de una etapa a la Volta a Cataluña
- 1954
  - Vencedor de una etapa en la Vuelta a Suiza
  - Vencedor de una etapa en la Bicicleta Eibarresa
  - Vencedor de una etapa en la Vuelta a Asturias

### Resultados al Giro de Italia
- 1950. 14.º de la clasificación general
- 1951. 17.º de la clasificación general
- 1952. 4.º de la clasificación general
- 1953. 16.º de la clasificación general
- 1954. 25.º de la clasificación general
- 1956. Abandona (18.ª etapa)